# آربروث
latitudeآربروثlongitudeآربروث
آربروث (به انگلیسی: Arbroath) یک عوارض جغرافیایی در اسکاتلند است که در آنگوس واقع شده‌است.

## خصوصیات
آربروث ۲۳٬۹۰۲ نفر جمعیت دارد.